# Styloniscus murrayi
Styloniscus murrayi är en kräftdjursart som beskrevs av Dollfus 1890. Styloniscus murrayi ingår i släktet Styloniscus och familjen Styloniscidae. Inga underarter finns listade i Catalogue of Life.